# لیلیومفی
لیلیومفی (مجاری: Liliomfi) یک فیلم در ژانر کمدی به کارگردانی کاروی ماک است که در سال ۱۹۵۴ منتشر شد. این فیلم در جشنواره فیلم کن ۱۹۵۵ به نمایش درآمد. از بازیگران آن می‌توان به ماریانه کرنچی، مارگیت دایکا، ایوان دارواش و ایوا روتکای اشاره کرد.